# Baju Lamina
Die Baju Lamina, auch Sa' Dan Toraja, ist eine Kettenrüstung aus Indonesien.

## Beschreibung
Die Baju Lamina ist eine Kettenrüstung die in Form einer Weste gearbeitet ist. Das Rückenteil besteht aus kleinen rechteckigen Messingplatten, das Vorderteil aus Messingringen. An den Messingringen sind mehrere rechteckige Messingplatten befestigt, die etwa von der Höhe des Schlüsselbeines bis etwa zur Unterkante des letzten Rippenbogens reichen. Die Messingplatten dienen der Verstärkung der Kettenrüstung in Höhe der leicht verletzlichen Brust und des Beckens. Die Baju Lamina hat weder Ärmel noch einen Kragen.